# Charles Van Wyck

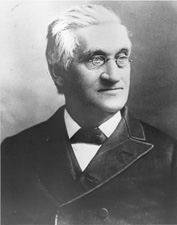
Charles Van Wyck

Charles Henry Van Wyck, född 10 maj 1824 i Poughkeepsie, New York, död 24 oktober 1895 i Washington, D.C., var en amerikansk politiker och militär. Han var ledamot av USA:s representanthus från delstaten New York 1859-1863, 1867-1869 och 1870-1871. Han representerade Nebraska i USA:s senat 1881-1887.
Van Wyck studerade vid Rutgers College. Han studerade sedan juridik och inledde 1847 sin karriär som advokat. Han var distriktsåklagare i Sullivan County 1850-1856.
Republikanen Van Wyck efterträdde 1859 Ambrose S. Murray som kongressledamot. Han efterträddes 1863 av William Radford. Van Wyck tjänstgjorde som överste i amerikanska inbördeskriget och förde befäl över det 56:e regementet av frivilliga från New York.
Van Wyck tillträdde 1867 på nytt som kongressledamot. Han förlorade i kongressvalet 1868 mot George Woodward Greene. Van Wyck överklagade framgångsrikt valresultatet och efterträdde Greene i representanthuset i februari 1870. Han efterträddes året efter av Charles St. John.
Van Wyck flyttade 1874 till Nebraska och var verksam som jordbrukare. Han efterträdde 1881 Algernon Paddock i USA:s senat. Han efterträddes sex år senare av företrädaren Paddock.
Van Wyck hade tidigt gått med i republikanerna men mot slutet av sin karriär bytte han parti till Populistpartiet. Han var populisternas kandidat i guvernörsvalet i Nebraska 1892. Han förlorade valet mot republikanen Lorenzo Crounse.